# Islas San Benito
Die Islas San Benito (von spanisch isla „Insel“) sind ein mexikanischer Archipel aus drei kleinen, bis auf zwei Leuchtturmwärter unbewohnten Inseln 25 km westlich der Isla de Cedros im Pazifik. Sie gehören zur Delegación Isla de Cedros, einem Teil der Gemeinde Ensenada im Bundesstaat Baja California.
Es sind karge Inseln mit einer Gesamtfläche von 3,899 km², umgeben von Felsen und Seetangfeldern. Eine Zählung von 2005 ergab zwei Bewohner auf Benito del Oeste (West-Benito), beim Zensus 2010 war die Insel wie auch die beiden anderen Inseln unbewohnt.

## Geographie und Ökologie
Benito del Oeste (West-Benito, 2,6 km²) ist die westlichste und größte Insel der Gruppe. Sie steigt als ein nahe dem Zentrum bis 203 m hohes Plateau aus dem Meer. Ein 4 m hoher Leuchtturm  steht im Süden. Das wichtigere Leuchtfeuer, ein 17 m hoher Turm mit Wohngebäude, befindet sich im äußersten Nordwesten. Die Rocas Pinaculo, zwei Felseilande, liegen 1,6 km westlich.
Benito del Centro (Zentral-Benito, 0,4 km²) und Benito del Este (Ost-Benito, 0,9 km²), die beiden anderen Inseln, liegen unweit östlich Benito del Oeste und sind von ihm durch den Canal de Peck getrennt, einen tiefen 65 m breiten Kanal. Benito del Este hat vier bis 140 m hohe, deutlich abgegrenzte Hügel. Benito del Centro ist flach mit einer höchsten Erhebung von 25 m nahe seinem Ostende.
Die Vegetation besteht hauptsächlich aus niedrigen Sträuchern und Kräutern sowie aus einigen großen Kakteen (Cylindropuntia prolifera, Cylindropuntia ramosissima). An Land gibt es wenige Tiere und keine Säugetiere.
Vögel sind aufgrund der Kargheit der Inseln nicht besonders zahlreich, reichlich vertreten ist in der Brutzeit aber der Aleutenalk.